# United Space Alliance
La United Space Alliance è una società statunitense che si occupa di attività correlate al volo spaziale. Essa è una joint venture, istituita poi come società a responsabilità limitata nell'agosto 1995, tra la Boeing e la Lockheed Martin. La società ha sede a Houston, Texas, e impiega circa 8.800 persone in Texas, Florida, Alabama, e Washington.
Tra i suoi maggiori impegni: lo sviluppo dello Space Shuttle e della Stazione spaziale internazionale.

## Storia
La United Space Alliance è stata costituita come società a responsabilità limitata da una joint venture tra Boeing e Lockheed Martin, in risposta al desiderio della NASA di consolidare molti contratti di programma spaziale Shuttle. La U.S.A. e la NASA hanno firmato il contratto Space Flight Operations nel settembre 1996 per diventare il singolo appaltatore principale che la NASA stava cercando. La U.S.A. ha sostenuto il contratto per 10 anni fino al settembre del 2006.